# Швец, Ульян Евстафьевич
Улья́н Евста́фьевич Швец (1900—1944) — участник Великой Отечественной войны, командир 3-го батальона 545-го стрелкового полка (389-я стрелковая дивизия, 3-я гвардейская армия, 1-й Украинский фронт). Герой Советского Союза, капитан.

## Биография
Швец Ульян Евстафьевич родился 17 июня 1900 года на Украине в селе Березное ныне Шепетовского района Хмельницкой области в семье крестьянина. Украинец.
Окончил 6 классов. Работал плотником.
В РККА с 1919 по 1930 и с июня 1941 года. Участник Гражданской войны.
Окончил в 1923 Киевскую объединённую школу командиров РККА имени Каменева, в 1933 — КУКС[уточнить] (курсы усовершенствования командного состава РККА).
На фронте в Великую Отечественную войну с июня 1941 года. Член ВКП(б) с 1943 года.
Капитан Швец Ульян Евстафьевич с группой из 30 бойцов 29 июля 1944 года форсировали Вислу восточнее города Сандомир (Польша) и захватили плацдарм. Бойцы под командованием капитана Швеца удерживали плацдарм до переправы всего 545-го стрелкового полка, отразив 9 контратак противника. Был ранен, но не покинул поле боя.
Погиб 3 августа 1944 года. Похоронен в Сандомире.

## Награды
- Медаль «Золотая Звезда» Героя Советского Союза (Указ Президиума Верховного Совета СССР от 23.09.1944 года);
- орден Ленина (Указ Президиума Верховного Совета СССР от 23.09.1944 года).

## Память
Место захоронения: Польша, Свентокшиское воеводство, город Сандомир, улица Мицкевича.
Бюст героя установлен на родине, в селе Березное Шепетовского района Хмельницкой области.